# Football Club Stade Nyonnais
Il Football Club Stade Nyonnais è una società calcistica svizzera della città di Nyon. La sua fondazione risale al 29 ottobre 1905, sebbene già dal 1900 in città fosse nata un'altra squadra di calcio.
Milita nella Challenge League.

## Cronistoria
- 1905 - 1918: ?
- 1918 - 1922: Prima Lega
- 1922 - 1923: Seconda Lega
- 1923 - 1925: Prima Lega
- 1925 - 1931: Divisione Nazionale B
- 1931 - 1937: Prima Lega
- 1937 - 1941: Seconda Lega
- 1941 - 1944: Prima Lega
- 1944 - 1946: Seconda Lega
- 1946 - 1951: Prima Lega
- 1951 - 1968: Seconda Lega
- 1968 - 1984: Prima Lega
- 1984 - 1985: Seconda Lega
- 1985 - 1986: Prima Lega
- 1986 - 1988: Seconda Lega
- 1988 - 1990: Prima Lega
- 1990 - 1993: Seconda Lega
- 1993 - 1998: Prima Lega
- 1998 - 2000: Divisione Nazionale B
- 2000 - 2008: Prima Lega
- 2008 - 2012: Divisione Nazionale B
- 2012 - 2014: Prima Lega Promozione
- 2014 - 2023: Promotion League
- 2023 - oggi: Challenge League

(Legenda: Divisione Nazionale A = 1º livello / Divisione Nazionale B = 2º livello / Prima Lega = 3º livello / Seconda Lega = 4º livello / Terza Lega = 5º livello / Quarta Lega = 6º livello / Quinta Lega = 7º livello / Sesta Lega = 8º livello)

## Palmarès

### Competizioni nazionali
- 1ª Lega: 1

2007-2008

### Altri piazzamenti
- Promotion League:

Secondo posto: 2017-2018, 2022-2023

## Stadio
Lo Stade Nyonnais gioca le partite casalinghe al Centre sportif de Colovray, costruito nel 1991. Ha una capienza di 7 200 spettatori (720 seduti e 6 480 in piedi). Le dimensioni sono 100 per 64 m.

## Allenatori
| - - 1965 Albert Cleusix - 1965 - 1968 Albert Tachet - 1968 Gérard Penel - 1968 - 1973 Pierrot Georgy - 1973 - 1974 Henri Briffod - 1974 Bernard Jeanprost - 1974 - 1977 Pierrot Georgy - 1977 - 1978 Henri Gillet - 1978 - 1980 Marco Baciocchi - 1980 - 1984 Pierrot Georgy - 1984 - 1986 Claude Marietan - 1987 - 1989 Michel Carluccio - 1989 - 1990 Roger Defago | - 1990 Steve Malbaski - 1990 - 1991 Hansjörg Pfister - 1991 - 1995 Peter Pazmandy - 1995 Pierre-Albert Tachet - 1995 - 1997 Marco Schällibaum - 1997 - 2000 Christophe Moulin - 2000 - 2001 Gustave Ostermann - 2001 - 2002 Patrice Roggli - 2002 - 2003 Pierre-Albert Tachet - 2003 Pablo Higueras (luglio - novembre) - 2003 - 2005 Luca Ippoliti - 2005 - 2006 Arpad Soos - 2006 - 2007 Christian Zermatten - 2007 - 20?? Arpad Soos - 20?? - 20?? Jean-Michel Aeby - 20?? - Oscar Londono |

## Presidenti
| - 1905 - 1908 Emile Aeby - 1908 - 1910 Célestin Bidal - 1910 - 1912 Henri Jonneret - 1912 Eugène Dorier (maggio) - 1912 - 1916 Charles Memboury - 1916 - ? Henri Baillif - 1919 - 1920 Francis Lecomte - 1920 - 1921 Eugène Alvasi - 1921 - 1922 Charles Memboury - 1922 - 1924 Emile Wirth - 1924 - 1925 Armand Froidevaux - 1925 - 1931 Emile Filletaz - 1931 - 1933 William Reguin - 1933 - 1935 Georges Favre - 1935 - 1937 Jean Wirz - 1937 - 1939 François Chaumontet - 1939 - 1940 Georges Borlat - 1940 - 1942 Jean Pavillon | - 1942 - 1945 Jean Wirz - 1945 - 1949 Robert Mayor - 1949 - 1951 Charles Rauss - 1951 - 1953 Robert Mayor - 1953 - 1958 Henri Wenger - 1958 - 1959 Roger Pelichet - 1959 - 1971 Gilbert Prodolliet - 1971 - 1973 Raymond Maget - 1973 - 1976 Bernard Bruch - 1976 - 1981 Marcel Gaille - 1981 - 1984 Bernard Bruch - 1984 - 1990 Gabriel Guillot - 1990 - 1994 Maurice Campiche - 1994 - 2000 Jean-François Kurz - 2000 - 2001 Gabriel Guillot - 2001 - 2003 Roland Brunner - 2003 - Daniel Perroud |

## Organico

### Rosa 2024-2025
| N. |                      | Ruolo | Calciatore          |
| -- | -------------------- | ----- | ------------------- |
| 4  | Francia (bandiera)   | D     | Rayan Kadima        |
| 5  | Guadalupa (bandiera) | D     | Anthony Baron       |
| 6  | Slovenia (bandiera)  | C     | Dalibor Stevanovič  |
| 7  | Svizzera (bandiera)  | C     | Idriz Bega          |
| 8  | Francia (bandiera)   | C     | Tiago-Marti Escorza |
| 9  | Svizzera (bandiera)  | A     | Jordi Nsiala        |
| 10 | Svizzera (bandiera)  | A     | Mergim Qarri        |
| 11 | Brasile (bandiera)   | A     | Matheus Vieira      |
| 13 | Svizzera (bandiera)  | C     | Edison Cocaj        |
| 14 | Brasile (bandiera)   | C     | Silva               |
| 15 | Svizzera (bandiera)  | D     | Guillaume Golay     |
| 16 | Svizzera (bandiera)  | D     | Adriano De Pierro   |
| 17 | Svizzera (bandiera)  | C     | Nils Pédat          |

| N. |                     | Ruolo | Calciatore           |
| -- | ------------------- | ----- | -------------------- |
| 18 | Svizzera (bandiera) | A     | Alex Schmidli        |
| 19 | Francia (bandiera)  | C     | Quentin Guyon        |
| 20 | Svizzera (bandiera) | D     | Jonathan Grossrieder |
| 21 | Svizzera (bandiera) | A     | Adler Da Silva       |
| 22 | Francia (bandiera)  | D     | Daniel Titié         |
| 23 | Kosovo (bandiera)   | C     | Ridvan Hysenaj       |
| 24 | Svizzera (bandiera) | D     | Olatunde Olaniyi     |
| 26 | Angola (bandiera)   | C     | Giovani Bamba        |
| 27 | Svizzera (bandiera) | D     | Pablo Londono        |
| 28 | Svizzera (bandiera) | D     | Luca Gazzetta        |
| 29 | Kosovo (bandiera)   | A     | Fitim Rugovaj        |
| 30 | Svizzera (bandiera) | P     | Maxime Moinon        |
| 39 | Svizzera (bandiera) | A     | Nedim Omeragić       |